# Alexander Gorgon
Alexander Gorgon (Bécs, 1988. október 28. –) lengyel származású, osztrák korosztályos válogatott labdarúgó, a lengyel Pogoń Szczecin középpályása.

## Pályafutása
2006 nyarán a FK Austria Wien csapatába került. 2006 novemberében debütált a Erste Ligában a  LASK Linz ellen. 2008-2010 közt sérült volt, de sikeresen visszatért 2010 tavaszán. 2010-ben debütált a felnőtt csapatban a Sturm Graz ellen.
Osztrák U20-as labdarúgó-válogatottban egy mérkőzésen szerepelt.

## Sikerei, díjai
- Austria Wien
  - Osztrák Bundesliga: 2012–13

## Család
Apja, Wojciech Gorgon aktív labdarúgó volt, szerepelt a  Wisła Kraków csapatában is.